# (73057) 2002 FS2
(73057) 2002 FS2 – planetoida z pasa głównego asteroid okrążająca Słońce w ciągu 4,32 lat w średniej odległości 2,65 j.a. Odkryta 19 marca 2002 roku.